# التاكسي الغريب
التاكسي الغريب (بالإنجليزية: Odd Taxi)‏ هو مانغا ومسلسل أنمي ياباني من إنتاج أو إل إم عرض على قناة آي تي-إكس وتلفزيون طوكيو في 6 أبريل حتى 29 يونيو 2021.